# Танабаево
Танабаево — деревня в Уржумском районе Кировской области в составе Большеройского сельского поселения.

## География
Находится на правобережье Вятки на расстоянии примерно 34 километра на юго-восток от районного центра города Уржум.

## История
Деревня известна с 1873 года, когда в ней было учтено дворов 20 и жителей 41, в 1905 году 46 и 527 (с этого года до 1978 цифры дано для починков, позже деревень, Танабаев 1-й и 2-й вместе), в 1926 64 и 352, в 1950 91 и 292 соответственно, в 1989 235 жителей. В 1926 году 2/3 жителей Танабаево 1-го и 1/8 Танабаево 2-го были мари.

## Население
Постоянное население составляло 243 человека (русские 91 %) в 2002 году, 189 в 2010.